# Czwarty rząd Viktora Orbána
Czwarty rząd Viktora Orbána (węg. Negyedik Orbán-kormány) – rząd Węgier funkcjonujący od 18 maja 2018 do 24 maja 2022. Zastąpił trzeci gabinet tego samego premiera.

## Historia
Gabinet powstał po wyborach parlamentarnych w 2018, w których Fidesz w koalicji z ugrupowaniem KDNP po raz trzeci z rzędu uzyskał większość w Zgromadzeniu Narodowym. W konsekwencji Viktor Orbán po raz czwarty w historii i po raz trzeci z rzędu został wybrany na premiera – 10 maja 2018 zatwierdził go krajowy parlament, a cały gabinet po zaprzysiężeniu rozpoczął urzędowanie w tym samym miesiącu. Planowany skład rządu i nowy podział ministerstw ogłoszono już pod koniec kwietnia 2018. Gabinet funkcjonował przez całą czteroletnią kadencję Zgromadzenia Narodowego, po czym został zastąpiony przez piąty rząd dotychczasowego premiera.

## Skład rządu
- Premier: Viktor Orbán (Fidesz)
- Wicepremier i minister bez teki: Zsolt Semjén (KDNP)
- Wicepremier, minister finansów: Mihály Varga (Fidesz)
- Wicepremier, minister spraw wewnętrznych: Sándor Pintér (bezp.)
- Szef Kancelarii Premiera: Gergely Gulyás (Fidesz)
- Szef Gabinetu Premiera: Antal Rogán (Fidesz)
- Minister spraw zagranicznych i handlu: Péter Szijjártó (Fidesz)
- Minister sprawiedliwości: László Trócsányi (bezp., do 30 czerwca 2019), Judit Varga (Fidesz, od 11 lipca 2019)[5]
- Minister zasobów ludzkich: Miklós Kásler (bezp.)
- Minister innowacji i technologii: László Palkovics (bezp.)
- Minister rolnictwa: István Nagy (Fidesz)
- Minister obrony: Tibor Benkő (bezp.)
- Minister bez teki ds. planowania, budowy i uruchomienia dwóch nowych bloków w elektrowni jądrowej Paks: János Süli (KDNP)
- Minister bez teki ds. zarządzania majątkiem narodowym: Andrea Mager (bezp.)
- Minister bez teki ds. rodziny: Katalin Novák (Fidesz, od 1 października 2020 do 31 grudnia 2021)